# كوجي فوجيكاوا
كوجي فوجيكاوا (باليابانية: 藤川 康司) (7 أكتوبر 1978 في توكوشيما في اليابان – )؛ هو لاعب كرة قدم ياباني سابق كان يلعب كحارس مرمى.

## وصلات خارجية
- كوجي فوجيكاوا على موقع رابطة كرة القدم اليابانية للمحترفين (اليابانية)
- كوجي فوجيكاوا على موقع Soccerway.com (الإنجليزية)